# Битва в Ронсевальском ущелье

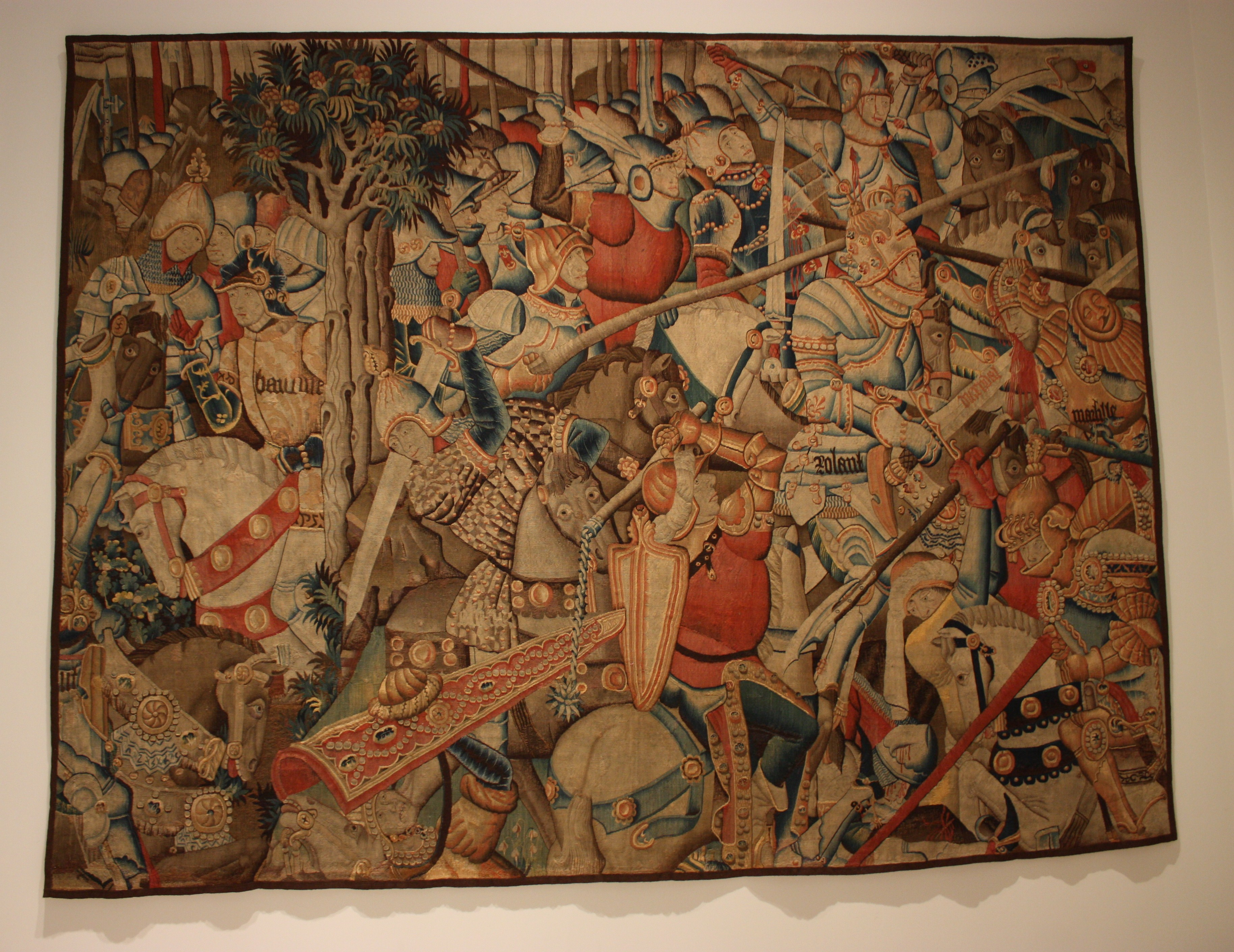
Битва в Ронсевальском ущелье. Гобелен из Турне. Бургундия, 1475—1500 гг.

Би́тва в Ронсева́льском уще́лье произошла в 778 году. Войска Роланда, маркграфа Бретонской марки и командующего армией Карла Великого, были разбиты басками. Сражение произошло в Ронсевальском ущелье, в Пиренейских горах, на границе современных Франции и Испании, недалеко от современных городов Ронсесвальес (Испания) и Сен-Жан-Пье-де-Пор (Франция). Описана в знаменитой «Песни о Роланде».

## Предшествующие события
С расцветом династии Каролингов закончилась независимость герцогства Васкония. В 768 году Пипин Короткий убил Вайфара, последнего законного герцога Аквитании, подчинив и её. Казалось, объединение французских территорий в Пиренеях было завершено.
Армия Карла разделилась на две части: одна из них отправилась на восток (Каталония), а вторая — на запад (страна Басков). Карл лично взял на себя командование первой армией. Он успешно пересёк Васконию и остановился в Памплоне. Тем временем, герцог Гаскони (Хусейн ибн Яхья аль-Аснари по арабским источникам), командовавший второй армией, занял Сарагосу.

## Исторические источники, сообщающие о битве
В «Жизни Карла Великого» Эйнхарда, написанной между 829 и 836 годами, под 778 годом  содержится сообщение о походе Карла в Испанию и о том, что на обратном пути в Ронсевальском ущелье баски напали на арьергард императорского войска, перебили его и ограбили обозы. Эйнхард сообщает, что в этом бою погибли стольник императора Эггихард, дворцовый управляющий Ансельм, префект Бретонской марки Хруодланд и многие другие, чьих имен он не называет. Отомстить баскам не получилось, так как они немедленно рассеялись.
В первой версии «Анналов королевства франков», написанной еще при жизни Карла Великого, о битве в Ронсевальском ущелье не говорилось ничего, а было лишь сказано, что «…после того, как были переданы заложники от Ибн-аль-Араби, Абутария и многих сарацинов, после разрушения Памплоны, покорения басков и наварров, Карл вернулся на территорию Франции…». Но во второй редакции «Анналов…», которая была составлена около 829 года, под 778 годом содержится упоминание о битве, в которой напавшие баски привели в большое смятение войско Карла, при этом не названо ни одного имени из погибших в битве, но сказано, что там пали «многие из приближенных, которых король поставил во главе войска…».
Дата битвы (15 августа 778 года) известна из эпитафии Эггихарда, стольника Карла, погибшего в этой битве.

## Битва
Битва состоялась вечером 15 августа 778 года, и франки понесли в ней большие потери: были убиты многие паладины и аристократы, а также похищено золото. Нападавшие воспользовались преимуществом ночи и скрылись.

### Армия басков
Достоверные сведения об армии басков отсутствуют. Некий саксонский поэт сообщает, что в её рядах были копейщики, вооружённые двумя короткими копьями и одним ножом. Пьер де Марка предположил, что нападавшие были выходцами из Франции, целью которых являлся грабёж, а их лидером был герцог Васконии Луп II.

### Место сражения
Существует множество предположений о том, где произошла битва, однако наиболее распространённая гипотеза гласит, что она произошла в Ронсевальском ущелье, от которого и происходит название битвы.

## Последствия
- Армия Карла понесла большие потери.
- Основана Испанская марка.
- Сарагоса стала независимым городом, а в дальнейшем и столицей Тайфы.
- Памплона перешла в управление мусульман.